# Belinda Stronach

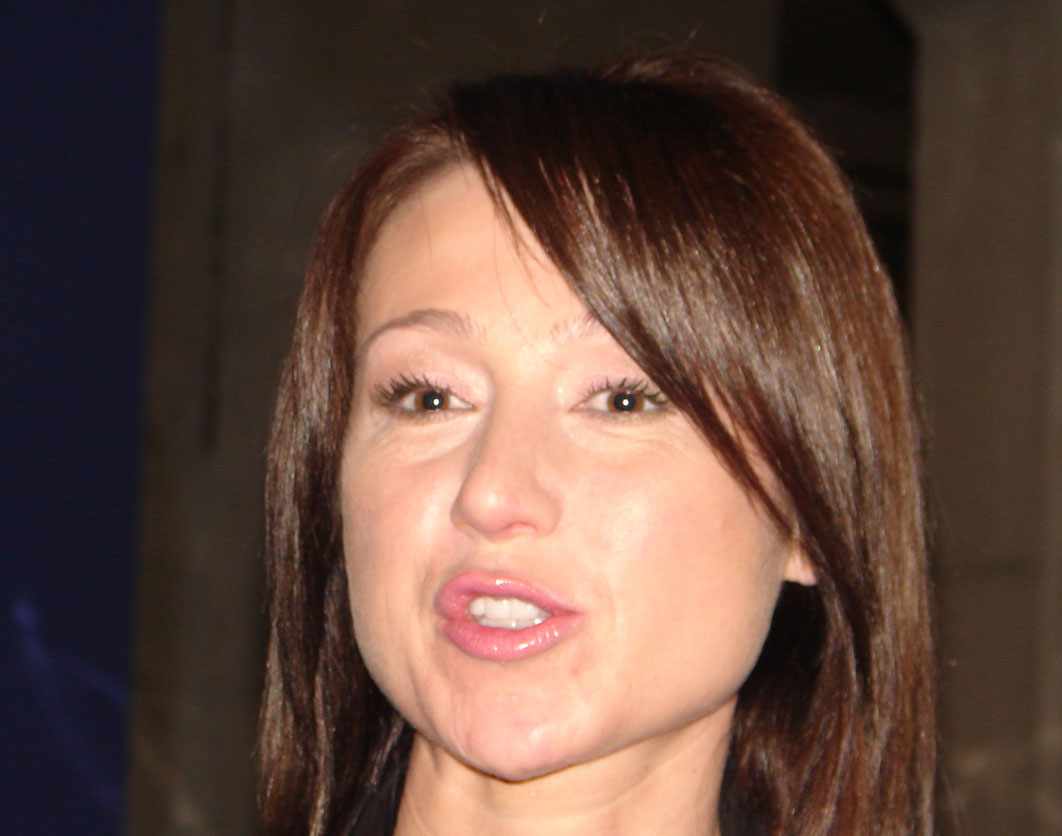
Belinda Stronach

Belinda Stronach (* 2. Mai 1966 in Newmarket, Ontario) ist eine kanadische Geschäftsfrau und Politikerin. Sie ist die Tochter des österreichisch-kanadischen Industriellen, Milliardärs und ehemaligen Politikers Frank Stronach.

## Werdegang
Belinda Stronach ist die Tochter von Frank Stronach, dem Gründer von Magna International, einer Zulieferfirma für die Automobilindustrie, die in Aurora (Ontario), nördlich von Toronto, ansässig ist. Ihre Mutter heißt Elfriede (geborene Sallmutter).
Sie hat an der York University ein Jahr studiert, dann das Studium abgebrochen, um bei Magna mitzuarbeiten. Sie spricht Englisch und Deutsch. Bei Magna saß sie von 1988 bis 2004 im Aufsichtsrat und arbeitete zugleich im Management. Von Februar 2001 bis 31. Dezember 2010 war sie Mitglied des Aufsichtsrates und stellvertretende Vorstandsvorsitzende von Magna International.

## Politik
Belinda Stronach bewarb sich im Jänner 2004 um den Vorsitz der neu gegründeten Konservativen Partei und landete hinter Stephen Harper auf dem zweiten Platz. Bei der Wahl zum kanadischen Bundesparlament am 28. Juni 2004 eroberte sie als konservative Kandidatin mit knappem Vorsprung den Sitz im Bezirk Newmarket-Aurora.
Am 17. Mai 2005 wechselte sie zur Liberalen Partei und wurde sogleich von Premierminister Paul Martin zur kanadischen Ministerin für das Staatspersonal (Ministry of Human Resources and Skills Development) berufen.
Bei der Parlamentswahl am 23. Januar 2006 verloren die Liberalen die Regierungsmehrheit, jedoch konnte Stronach ihren Parlamentssitz – nun für die Liberalen – verteidigen. Danach galt sie als mögliche Nachfolgerin des zurückgetretenen Paul Martin als Parteichefin der Liberalen, verzichtete jedoch im April 2006 auf eine Kandidatur. Am 11. April 2007 gab Belinda Stronach ihre Absicht bekannt, wieder ins Management von Magna International zurückzukehren und bei der nächsten Parlamentswahl nicht mehr anzutreten.

## Familie
Stronach ist zweimal geschieden. Ihr erster Ehemann Donald J. Walker war in der Leitung von Magna International tätig. Aus dieser Ehe stammen ihre zwei Kinder, Frank und Nikki. Von 1999 bis 2003 war sie mit dem norwegischen Eisschnelllaufsportler Johann Olav Koss verheiratet.
Ende 2018 kam es zum Zerwürfnis zwischen Belinda Stronach auf der einen und ihrem Vater und Bruder auf der anderen Seite, die sie in Kanada wegen Fehlinvestitionen der Stronach Group auf hunderte Millionen Kanadische Dollar Schadenersatz verklagten.